# Barleria marginata
Barleria marginata là một loài thực vật có hoa trong họ Ô rô. Loài này được Oliv. mô tả khoa học đầu tiên năm 1875.